# Дзвоникові
Дзвоникові (Campanulaceae) — родина рослин порядку айстроцвітих (Asterales).

## Опис
Багаторічні, рідше однорічні трави, іноді напівчагарники чи навіть дерева (у тропіках), нерідко з молочним соком. Рослини часто запушені жорсткими волосками, стінки клітин яких містять кремнезем або вуглекисле вапно. Листки без прилистків, чергові, рідко супротивні або кільчасто розміщені, прості, цілісні.
Плоди — коробочки, що відкриваються отворами, клапанами та стулками, дуже рідко ягоди.

## Господарське значення
Господарське значення родини незначне. Серед її представників є нечисленні харчові рослини, інуліноноси і багато декоративних рослин.

## Підродини та роди
Відомо 83 родів і близько 2400 видів у різних кліматичних зонах, але найчастіше у помірній зоні північної півкулі.
Campanuloideae
- Adenophora
- Astrocodon
- Asyneuma
- Azorina
- Berenice
- Campanula — Дзвоники
- Canarina
- Codonopsis
- Craterocapsa
- Cryptocodon
- Cyananthus
- Cylindrocarpa
- Echinocodon
- Edraianthus
- Feeria
- Gadellia
- Githopsis
- Gunillaea
- Hanabusaya
- Heterochaenia
- Heterocodon
- Homocodon
- Jasione
- Legousia
- Leptocodon
- Lightfootia
- Merciera
- Michauxia
- Microcodon
- Musschia
- Namacodon
- Nesocodon
- Numaeacampa
- Ostrowskia
- Peracarpa
- Petromarula
- Physoplexis
- Phyteuma — Фітеума
- Platycodon
- Popoviocodonia
- Prismatocarpus
- Rhigiophyllum
- Roella
- Sergia
- Siphocodon
- Symphyandra
- Theilera
- Trachelium
- Treichelia
- Triodanis
- Wahlenbergia
- Zeugandra

Lobelioideae
- Apetahia
- Brighamia
- Burmeistera
- Centropogon
- Clermontia
- Cyanea
- Delissea
- Dialypetalum
- Diastatea
- Dielsantha
- Downingia
- Grammatotheca
- Heterotoma
- Hippobroma
- Howellia
- Hypsela
- Isotoma
- Laurentia
- Legenere
- Lobelia — Лобелія
- Lysipomia
- Monopsis
- Palmerella
- Porterella
- Pratia
- Ruthiella
- Sclerotheca
- Siphocampylus
- Solenopsis
- Trematocarpus
- Trematolobelia
- Trimeris
- Unigenes

Cyphioideae
- Cyphia
- Cyphocarpus
- Nemacladus
- Parishella
- Pseudonemacladus